# الیکایی‌های زه‌پر
الیکایی‌های زه‌پر (نام علمی: Pheugopedius) نام یک سرده از تیره الیکایی است.